# Renata França
Renata França Nascimento Matos (Ilhéus, 12 de fevereiro de 1981) é uma empreendedora e massoterapeuta brasileira, conhecida por criar técnica de massagem presente em mais de 50 países e também por desenvolver o curso de MBA em Gestão de Negócios de Estética.

## Biografia e carreira
Nascida em Ilhéus, Bahia, Renata França teve uma infância humilde vivida em lar cristão. Filha de pai caminhoneiro e mãe cabeleireira, é a mais velha de quatro irmãos. Foi convidada por uma cliente (coordenadora no spa francês L’Occitane da Ilha de Comandatuba) que elogiou o toque “vigoroso” de suas mãos, para receber treinamento. Apaixonada pela massagem, passou dois anos trabalhando, até que em março de 2004, mudou-se para São Paulo e passou a integrar equipe da mesma rede do spa francês. Anos depois, após a imersão em estudos focados em fisiologia e anatomia, desenvolveu o seu próprio protocolo de massagem. Já trabalhando de forma autônoma, começou a atender estrelas como a modelo Cassia Ávila, a stylist Manu Carvalho, a atriz Taís Araujo, entre outros, ganhando destaque em publicações da mídia nacional. Em 2016, fundou spa homônimo, seguido pelo lançamento de seu primeiro produto. Em 2017, passou a compartilhar seu conhecimento, viajando pelo Brasil e ministrando cursos dos protocolos que desenvolveu até que em 2019, três dos seus cursos passaram a ser ministrados, in loco, em Portugal, expansão que em 2020 alcançou Espanha, França, Itália e Inglaterra, chegando ao Japão e hoje já estão em mais de 50 países.
Renata, sensível ao mercado carente de mão de obra qualificada, fundou em parceria com a Trevisan Escola de Negócios, o MBA Gestão de Negócios em Estética, com o objetivo de prover ferramentas que auxiliem as pessoas a gerirem seus próprios negócios em estética.

## Premiações
Em 2023 foi eleita pela revista Forbes uma das 10 Mulheres de Sucesso.

## Ligações Externas
- Site
- Perfil Instagram
- Página do Facebook
- Revista PARIS MATCH
- Revista Voici
- Revista Vic Beauté